# 卡德 (路易斯安那州)
卡德（英語：Cade）是位於美國路易斯安那州聖馬丁堂區的一個普查規定居民點。

## 人口
根據2020年美國人口普查的數據，卡德的面積為17.40平方千米，當中陸地面積為17.40平方千米，而水域面積為0.00平方千米。當地共有人口1874人，而人口密度為每平方千米107.7人。